# Юрій Весняний
День святого Юрія (свято Юрія, Юріїв день, Юріїв день весняний) — свято, що в народному календарі символізує прихід весни.

## Святий

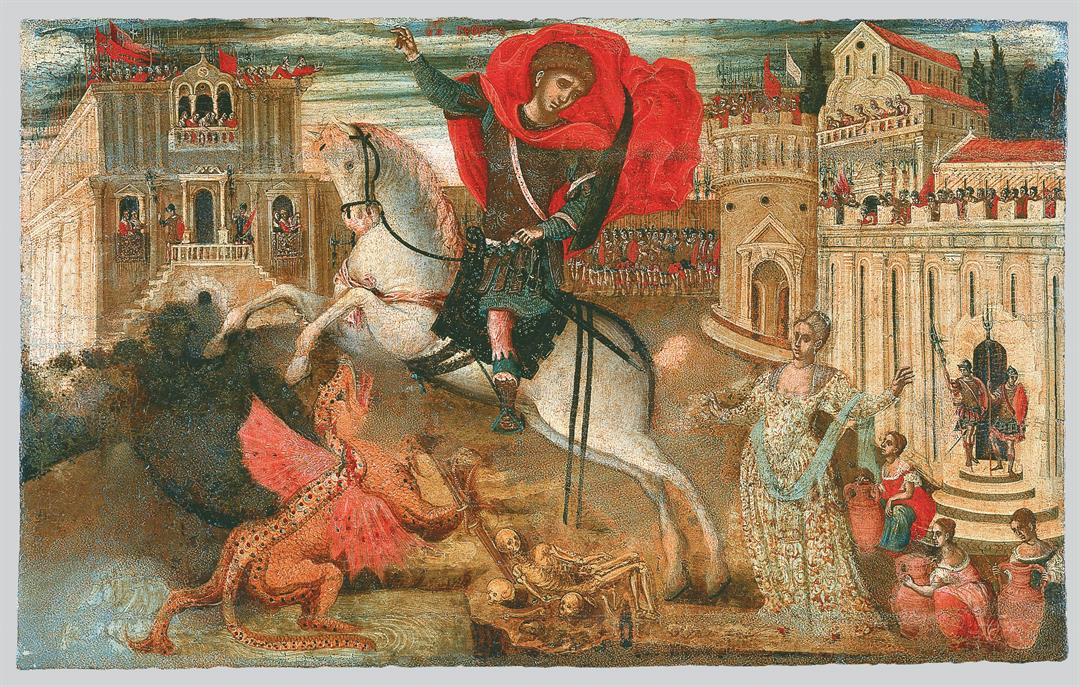
Святи Юрій Переможець

Святий Юрій звільняє сили природи до їх повного розквіту й життя. Він також покровитель худоби й тварин. Юрій загинув у Нікомедії (Мала Азія) у 303 р. В іконописі його зображують лицарем на білому коні зі списом у руках, яким він забиває дракона. За християнською легендою, Юрій врятував дівчину в Лівії, яка була принесена у жертву драконові, переносно язичницькому обрядові.

## Традиції
В день святого Юрія відбуваються традиційні обходи полів: громада у повному складі іде в поле і там священик відправляє молебень, а люди проказують спільні молитви за врожай. На Уманщині дівчата ще й плетуть вінки, святять їх у церкві, а потім, ідучи в поле, кладуть їх на хоругви, щоб жито родило. Іноді також вдягають на голову, аби вона не боліла. На Волині священик править молебень над полем кожного господаря окремо, кропить свіжу зелень свяченою водою.
На Поділлі люди обідають на полях і те, що залишилось від Великодніх свят, закопують, щоб жито родило. На Херсонщині звичаєм було відправляти Богослужіння на полі, потім співати хором, після чого там же обідати. Після обіду відбувалися розваги, в яких брали участь як старші, так і маленькі українці.
На Юрія існує звичай обливати водою пастуха, щоб накликати дощ.
Колись наші предки в цей день до схід сонця збирали росу і хворі промивали нею очі, дівчата вмивалися — «на красу», старші люди мочили голову — «щоб не боліла», господині  кропили цією росою домашню птицю — «щоб плодилися курчата».
Проте основний захід цього дня — це перший в році вигін худоби на пасовисько. Женуть худобу цього дня свяченою вербою — галузкою, що її святили на Шуткову неділю. В різних місцевостях України цей обряд відрізняється: на Харківщині перед худобою господар розстеляє червоний пояс і переганяє через нього худобу; на Київщині замість пояса на дорозі стелять глечики з протягнутим через вушка ланцюгом і замикають його колодкою — «аби худобу не зачепив ні хижий звір, ні злодій»; на Слобожанщині, виганяючи корів, виголошують замовляння проти вовків; на півночі України господар стелить кожуха вовною догори, кладе кілька крашанок з Великодня і через усе переганяє худобу; на Прикарпатті господиня годує коровам залишки свяченої паски — «на щастя», а господар оздоблює ворота, через які ітиме худоба, зеленим гіллям квітучого терену; на Гуцульщині газди розкладають ватри і поміж ними, як крізь ворота, проганяють худобу на пашу.
За народнім віруванням, у день святого Юрія звірята з одного гнізда сходяться докупи і розмовляють між собою, а потім знову розбігаються світами. Існує повір'я, що «не годиться в цей день відбирати у звіра те, що він схопив, бо то йому святий Юрій призначив», кажуть, що «вовк — то Юрковий собака».
В народі вірять, що в день святого Юрія починає співати соловейко і вперше кує зозуля. Дівчата в цей день ворожать на женихів. Почувши зозулю, дівична питає, чи довго їй залишатися в батьковій господі. Якщо зозуля більше не куватиме, то дівчина цього року вступить у шлюб. Якщо куватиме, то треба рахувати, скільки разів, — стільки років ще чекати їй шлюбу.